# Битка на планини Хидген
Битка на планини Хидген (енгл. Battle of Mynydd Hyddgen), вођена у лето 1401, била је прва велшка победа над енглеском војском у устанку Овена Глендовера.

## Битка
Важна битка 
  Замак са енглеском посадом 
  Замак безуспешно опседнут од Велшана 
  Замак можда освојен од Велшана 
  Замак освојен или окупиран од Велшана (време окупације) 
  Велшки поход 1400 
  Велшки поход 1403 
  Француско-Велшки поход 1405 
  Могућа путања похода 1405 

Подигавши устанак против Енглеза у лето 1400. и прогласивши се за Принца од Велса, Овен Глендовер је у северном Велсу окупио неколико стотина устаника и уништио неколико енглеских насеља. У лето 1401, са неколико стотина коњаника (120-500 необузданих људи и разбојника), Овен је кренуо у јужни Велс како би проширио рат за независност на те крајеве. На граници грофовија Кардиган и Повис, у дивљини, дочекала га је енглеска војска од око 1.500 пешака, састављена од енглеских насељеника из Пембрука у јужном Велсу са нешто фламанских најамника. Иако малобројнији, велшки ратници, већином стрелци на коњима, успели су да разбију Енглезе и натерају их у бекство.

## Последице
Око 200 Енглеза је пало на бојишту, а глас о победи подигао је Овенов углед у Велсу. Одмах после битке на стотине младића и ратника из целог Велса стало је под заставу устаника, и Овен је окупио велику војску.